# Passglas

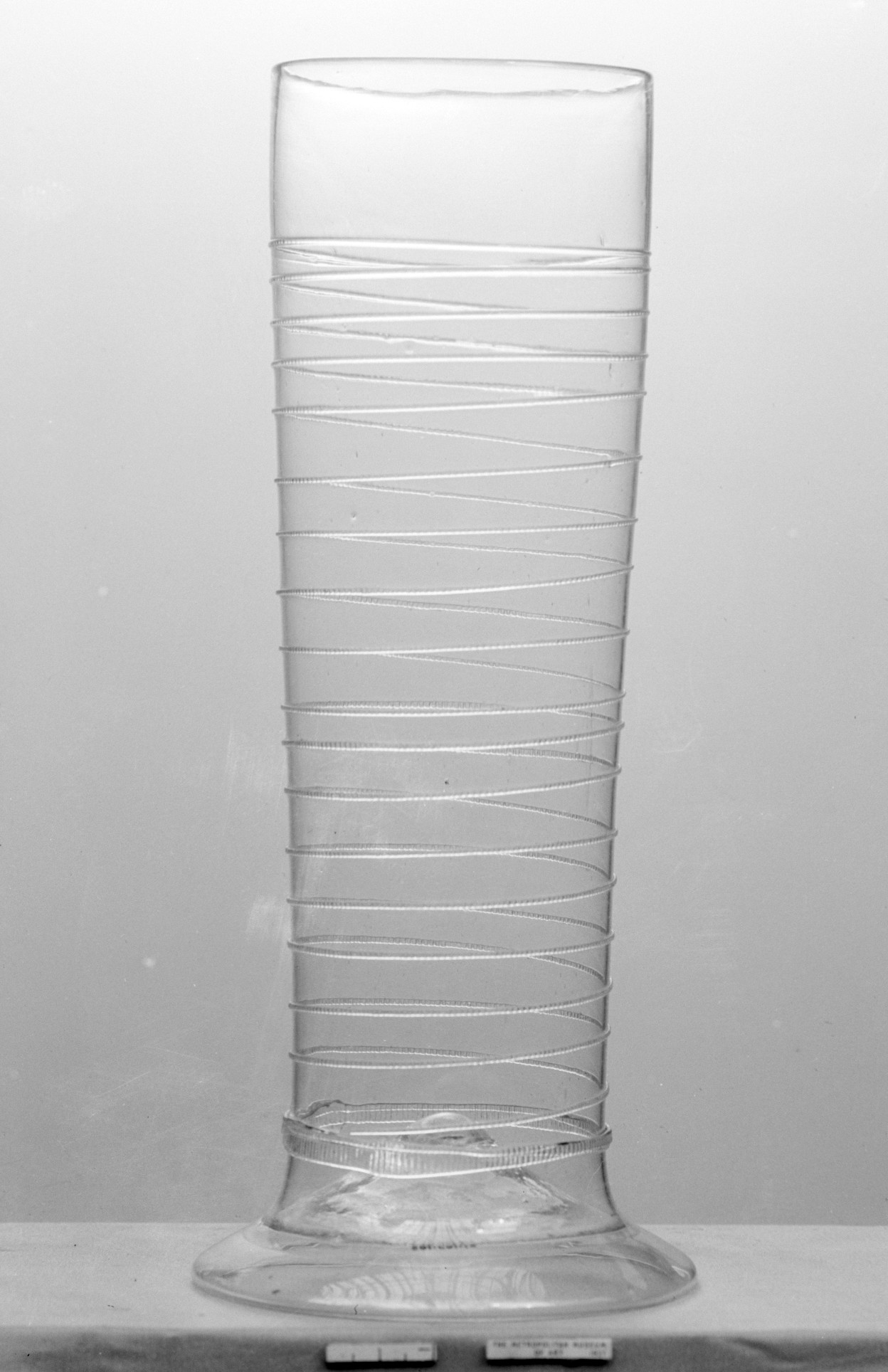
Passglas

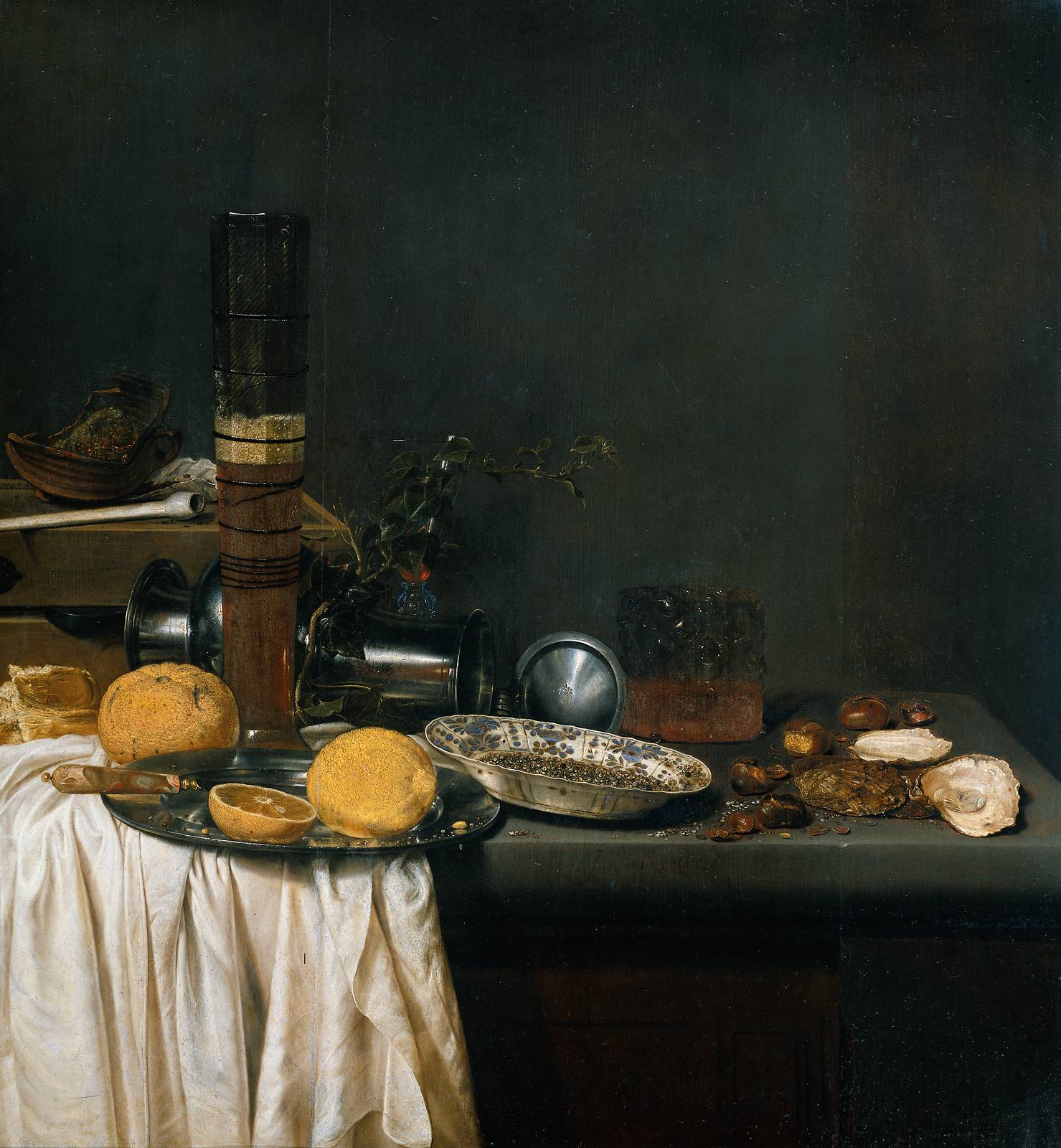
Jan Jansz van de Veldes Stillleben mit einem großen Bierglas aus dem Jahr 1647. Das abgebildete Glas ist ein Passglas.

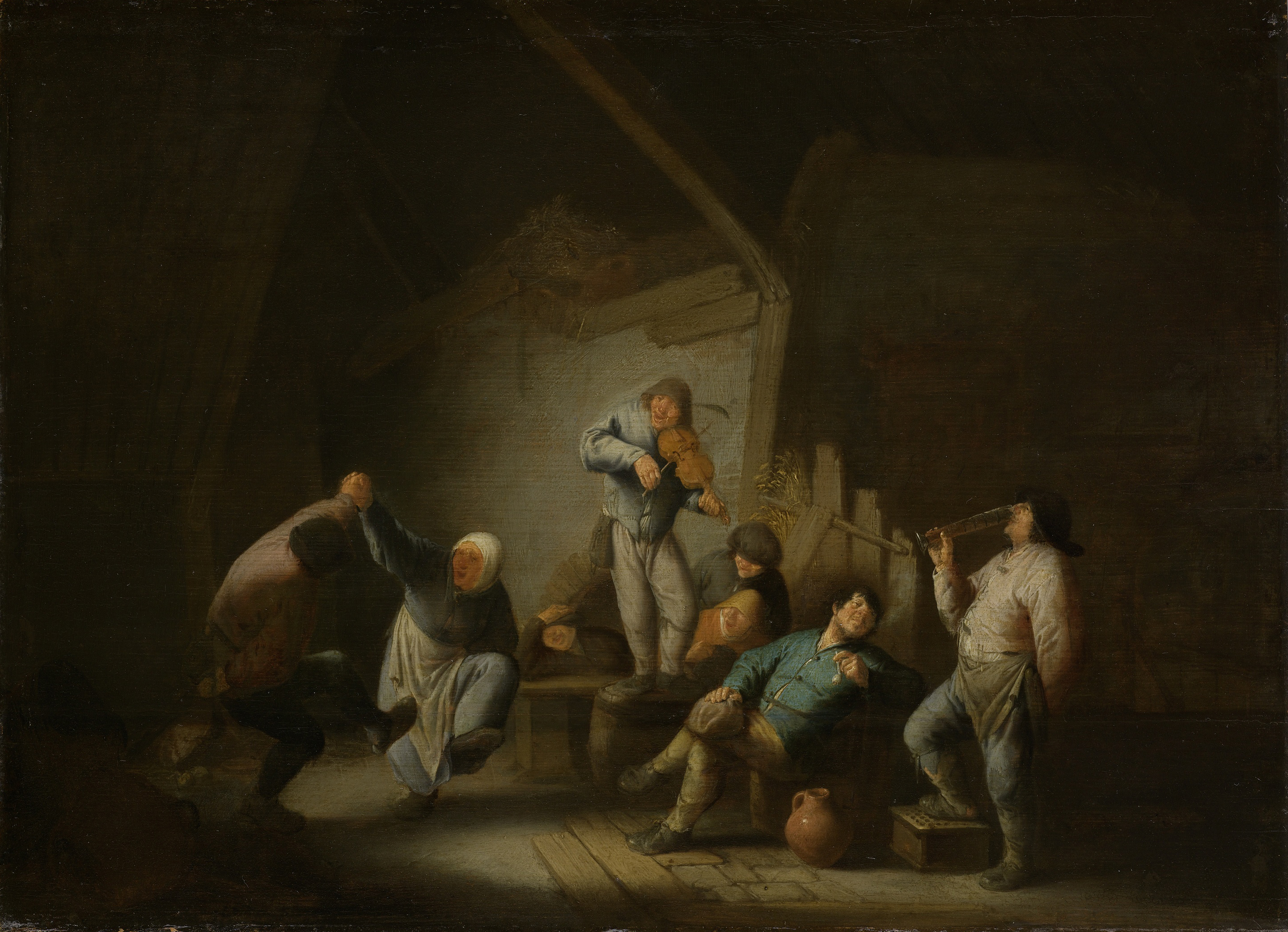
Tanzendes Paar von Adriaen van Ostade. Die Person rechts im Bild trinkt aus einem Passglas.

Als Passgläser oder Passhumpen werden hohe, stutzenförmige Gläser (Stangengläser) bezeichnet, die an der Außenseite aufgeschmolzene horizontale bandförmige oder schraubenförmige Markierungen (Bandwurmglas) aufweisen, welche das Glas vertikal in gleichen Abständen gliedern. Passgläser wurden zwischen dem 16. und dem 18. Jahrhundert unter anderem in Deutschland, den Niederlanden und Schweden für Trinkspiele verwendet.  Aus Passgläsern wurde vorwiegend Bier getrunken.

## Trinkspiele
Es existierten verschiedene Spielarten im Umgang mit Passgläsern. Nach der wohl gängigsten wurde bis zu einer vereinbarten Markierung getrunken und das Glas anschließend weitergereicht. Traf man die Markierung nicht, sondern verpasste sie, musste man austrinken; das Glas wurde neu aufgefüllt und das Spiel begann von vorne. Eine alternative Spielart gab vor, dass der Trinkende bis zur nächsten Markierung trinkt und das Glas dann weiterreicht. Traf man die Markierung nicht, musste das Glas bis zur nächsten Markierung geleert werden.

## Wortherkunft
Der Name Passglas (lateinisch passus „Schritt“) geht auf die horizontalen Markierungen auf dem Glas, die sogenannten Pässe oder Passringe, zurück.

## Passgläser in Malerei, Lyrik und Musik
Passgläser waren beliebte Motive in der Malerei des Goldenen Zeitalters in den Niederlanden. Adriaen van Ostades Gemälde Tanzendes Paar zeigt eine Szene mit tanzenden und feiernden Bauern, von denen einer aus einem Passglas trinkt. In Rembrandts Selbstbildnis mit Saskia prostet dieser dem Betrachter mit einem halbgefüllten Passglas zu. Auch in zahlreichen Stillleben des Malers Jan Jansz van de Velde sind Passgläser abgebildet. 
In Christoph Martin Wielands Der neue Amadis (Neunter Gesang) wird das Passglas erwähnt: „Und schenkt, vermuthlich sich besser zu fassen / Von perlendem Vin de Brie ein mächtiges Paßglas sich ein.“
Ein im Jahr 1618 veröffentlichtes Flugblatt, das sich aus katholischer Position heraus gegen das 100-jährige Reformationsjubiläum von 1617 richtete, diffamiert unter anderem mittels der Illustration eines zylindrischen Passglases mit darauf abgebildeten zentralen Begriffen des christlichen Glaubens den lutherschen Katechismus, indem es zwischen der Lehre Luthers und dem Alkoholismus einen Bezug herstellt.
Im fünften Auftritt des ersten Aktes der Oper Der Freischütz lädt Jägerbursche Kaspar seinen Konkurrenten Max zum Trinken ein und bestellt „Wein! Wein! Zwei Paßgläser!“.